# Asota alciphron
Asota alciphron är en fjärilsart som beskrevs av Pieter Cramer 1777. Asota alciphron ingår i släktet Asota och familjen nattflyn. Inga underarter finns listade i Catalogue of Life.